# Bezunja
Bezunja (ryska: Безунья) är ett vattendrag i Belarus.   Det ligger i voblasten Vitsebsks voblast, i den nordöstra delen av landet, 240 kilometer nordost om huvudstaden Minsk.
Trakten runt Bezunja består till största delen av jordbruksmark. Runt Bezunja är det ganska tätbefolkat, med 139 invånare per kvadratkilometer.